# 溫慶珠
溫慶珠（英語：Isabelle Wen, 1956年—）是台灣知名的服裝設計師。她於1989年創立“ISABELLE WEN 溫慶珠” 設計師品牌服裝。目前台灣國內共有17家專櫃門市，2家outlet門市。

## 家庭
溫慶珠父親為警察局長。
母親溫易鷗出生文學世家。
外祖父為知名文人易君左，與張大千等文人交情甚篤。
姐姐為溫慶玉（溫慶珠流行事業副總裁）。

## 經歷
17歲開始，溫慶珠便跟隨畫家歐豪年學習國畫，並成為其入室弟子。畢業於淡水工專觀光科，年輕時於台北市迪化街成立自己的工作室，創立了所謂「衝突美學之美感論述」，近年跨足餐飲業，將時尚風格融入餐廳經營，獲得相當的成功。

## 廣告
- 1997年 白蘭護色洗衣粉

## 外部連結
- 溫慶珠官方網站 （页面存档备份，存于）
- Isabelle Wen 溫慶珠的Facebook專頁
- FIFI茶酒沙龍的Facebook專頁
- YouTube上的IsabelleWenFashion頻道

## 相關資料
1. ↑  謝其濬. . 遠見雜誌 - 前進的動力. 2001-04-01  [2020-08-23]. （原始内容存档于2020-09-29）.
2. ↑  . 女人迷 Womany. 2015-03-03  [2020-08-23]. （原始内容存档于2020-04-11）.
3. ↑  Isabelle Wen溫慶珠的服務資訊 - 迷誠品[]